# دیسک مفصلی
دیسک مفصلی (یا دیسک) به‌صورت نازک، بشقابی‌شکل بیضوی از جنس غضروف‌های فیبری در مفاصل حفره سینوویال هستند. این تفکیک فضای حفره امکان ایجاد حرکات جداگانه در هر فضا را فراهم می‌کند. 
وجود دیسک مفصلی باعث توزیع یکنواخت نیروها میان سطوح مفصلی استخوان‌ها می‌شود، همچنین ثبات مفصل را افزایش می‌دهد و به هدایت جریان مایع سینوویال به مناطقی از غضروف مفصلی که بیشترین اصطکاک را دارند، کمک می‌کند.
اصطلاح منیسک معنایی کاملاً مشابه با آن دارد.

## نگارخانه

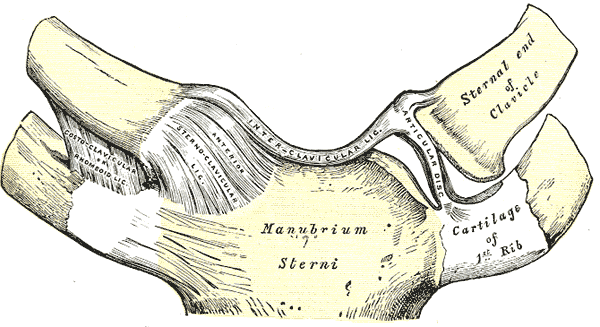
نمای روبه‌رویی مفصل جناغی‌ترقوه‌ای
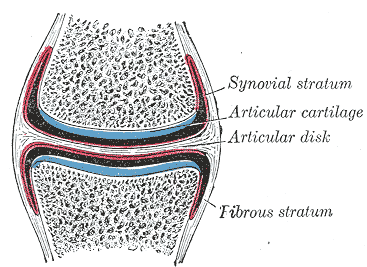
بخش دیاگرام مفصل دیارترودیا با یک دیسک مفصلی